# Волк-одиночка (фильм)
«Волк-одиночка» (англ. Cry Wolf) — американский художественный фильм в жанре слэшера, поставленный режиссёром Джеффом Уодлоу на деньги, полученные от выигрыша в 2002 году в Chrysler Million Dollar Film Competition за короткометражный фильм «Living the Lie».
Фильм вышел в прокат в США 16 сентября 2005 года.

## Сюжет
В студенческом кампусе популярна психологическая ролевая игра, в которой участники, чтобы победить, должны вычислить некоего «волка-одиночку» — персонаж, который способен уменьшать число игроков — «убивать».
Один из игроков, прослышав о загадочном убийстве местной девушки, предлагает идею оригинального розыгрыша на основе игры. Друзья сочиняют и рассылают по электронной почте всем жителям кампуса письмо, написанное от лица жестокого маньяка, облачённого в камуфляж и оранжевую лыжную шапочку, не расстающегося с огромным тесаком, который называет себя «Волком». Описывая приметы следующих жертв маньяка, они хотят проверить, сумеет ли кто-нибудь распознать их ложь. Но вдруг выбранные ими жертвы действительно начинают погибать. После цепочки загадочных смертей приятели понимают, что они могут стать очередными жертвами потрошителя, и им необходимо остановить убийцу.

## В ролях
| Актёр           | Роль         |
| --------------- | ------------ |
| Джулиан Моррис  | Оуэн Мэтьюз  |
| Линди Бут       | Доджер Аллен |
| Джаред Падалеки | Том Джордан  |
| Кристи Ву       | Регина       |
| Джон Бон Джови  | Рик Уокер    |
| Сандра МакКой   | Мерседес     |
| Пол Джеймс      | Льюис        |
| Джесси Янсен    | Рэндалл      |
| Этан Кон        | Грэхем       |